# Rorgon I de Maine
Rorgon I o Rorico(n) I (también Rorgo o Rorich; fallecido el 16 de junio de 839 u 840) fue el primer conde de Maine y progenitor de la dinastía rorgónida, que recibe su nombre de él. Fue conde de Rennes desde 819 y de Maine desde 832 hasta su muerte.

## Vida
Era un hijo del conde Gauzlin I de Maine y Adeltruda, ambos son nombrados como padres suyos en una carta de 839 de Rorgon I a la abadía de Saint-Maur de Glanfeuil. Entre 819 y 832 Rorgon se convirtió en conde de Maine y en algún punto, posiblemente por mandato de su esposa Bilechilda quien podía haber sido la dueña de la propiedad, emprendió la restauración de la abadía de Glanfeuil. Un abad Ingelbert de Saint-Maur-des-Fossés se supone que ayudó a Rorgon y envió monjes incluyendo al hermano de Rorgon, Gausbert. Gausbert (Gauzbert) fue el nombre de un abad en St. Maur.
El conde Rorgon había sido un sirviente en la corte de Carlomagno, con cuya hija Rotruda había tenido una relación sexual. La pareja tuvo al menos un hijo ilegítimo, Luis, abad de Saint-Denis, Saint-Riquier, y Saint-Wandrille, quien era también canciller de su primo Carlos el Calvo desde 841.

## Matrimonio y descendencia
Rorgon se casó con una dama llamada Bilechilda, y tuvo tres hijos y dos hijas: 
- Rorgon II de Maine.[5]
- Gauzfrid de Neustria[5]
- Gauzlin, obispo de París.[5]
- Bilechilda que se casó con Bernardo de Poitou.[5]
- Adaltruda que se casó con Ramulfo, conde de Poitiers.[5]